# Ludwig Niggl
Ludwig Niggl (* 7. Januar 1875 in Aibling; † 25. Dezember 1971 in Straubing) war ein deutscher Gutsverwalter und Grünlandwissenschaftler. Er gilt als
Begründer der Grünlandbewegung in Deutschland.

## Leben und Wirken
Ludwig Niggl absolvierte nach dem Besuch des Gymnasiums in Regensburg eine zweijährige Lehrzeit und begann 1893 ein Landwirtschaftsstudium in Hohenheim, das er jedoch 1894 durch den frühen Tod seiner Eltern aus wirtschaftlichen Gründen wieder aufgeben musste. Es folgte eine zehnjährige Tätigkeit als Verwalter mehrerer Gutsbetriebe in Bayern und in Norddeutschland. Von 1904 bis zu seiner Pensionierung im Jahre 1945 war er Oberverwalter auf dem Schlossgut Steinach bei Straubing. Gemeinsam mit seinem Gutsherrn, dem Geheimen Landesökonomierat Dr. Carl August von Schmieder, bewirtschaftete er dieses Gut nach den Grundsätzen modernster Technik und machte es zu einem vielbesuchten landwirtschaftlichen Musterbetrieb.
Am 19. Oktober 1919 weilte Carl Albert Weber, Abteilungsleiter der Moor-Versuchsstation in Bremen, auf dem Schlossgut Steinach. In einem abendlichen Gespräch mit Niggl beklagte er den schlechten Zustand der Wiesen und Weiden in Deutschland. Er bat Niggl, sich für die Gründung eines Vereins einzusetzen, dessen primäre Aufgabe es sein sollte, die Wiesen- und Weidewirte mit besseren Bewirtschaftungsmaßnahmen vertraut zu machen. Niggl erklärte sich dazu bereit, die entsprechenden Schritte einzuleiten. Damit wurde das Schlossgut Steinach zur Geburtsstätte der deutschen Grünlandbewegung. An diesem Abend wurde auch das Wort „Grünland“ geprägt, als Sammelbegriff für alles grünende Land, das der Futterwirtschaft dient.
Bereits am 19. November 1919 wurde auf Initiative Niggls und mit tatkräftiger Unterstützung seines Gutsherrn C. A. von Schmieder in Straubing der „Verein zur Förderung der Grünlandwirtschaft in Bayern“ gegründet. In den folgenden Jahren entstanden Grünlandvereine in fast allen deutschen Ländern. An der Gründung, Leitung und Förderung vieler dieser Vereine war Niggl maßgebend beteiligt. 1922 wurde der Deutsche Grünlandbund gegründet. Die entstehende Grünlandbewegung in Deutschland gab auch der Forschung auf dem Gebiete der Wiesen- und Weidewirtschaft neue Impulse. Das auf dem Schlossgut Steinach 1931 unter der Leitung von Friedrich König eingerichtete Lehr- und Forschungsinstitut der „Studiengesellschaft zur Förderung der Grünlandwirtschaft“ wurde Vorbild für die Gründung ähnlich konzipierter Grünland-Versuchstationen.
Niggl, der später oft als „Grünland-Vater“ bezeichnet wurde, erwarb sich auch durch mehrere Fachbücher und durch zahlreiche Beiträge in praxisorientierten Publikationsorganen hohes Ansehen sowohl bei den Wiesen- und Weidewirten, als auch bei den Agrarwissenschaftlern. Als wertvolle Quelle für die Wissenschaftsgeschichte des Landbaus gilt sein 1953 erschienenes Buch „Die Geschichte der deutschen Grünlandbewegung 1914-1945“, eine informative Dokumentation mit Kurzbiographien von Personen der deutschen Grünlandbewegung und Details über bedeutende Grünlandtagungen. Die dort veröffentlichte Liste seiner eigenen Publikationen umfasst 177 Einzeltitel.

## Ehrungen und Auszeichnungen
Für seine Verdienste um die deutsche Grünlandbewegung wurden Niggl hohe Ehrungen zuteil:
- 1923 Ernennung zum Ökonomierat
- 1928 Ernennung zum Landesökonomierat
- 1959 Bayerischer Verdienstorden
- 1960 Ehrenbürger von Steinach
- 1965 Große Staatsmedaille in Gold der Bayerischen Staatsregierung
- 1965 Ehrensenator der Universität Hohenheim
- 1970 Max-Schönleutner-Medaille der  Technischen Hochschule München
- 1970 Bundesverdienstkreuz I. Klasse

## Hauptwerke
- Das Grünland in der neuzeitlichen Landwirtschaft. Praktische Anleitung zur Bewirtschaftung von Wiesen und Weiden auf Grund der Erfahrungen in Steinach. Verlag Paul Parey Berlin 1923; 2. neubearb. Aufl. ebd. 1925; 3. neubearb. Aufl. ebd. 1930. – 2.  und 3. Aufl. erschienen in der Sammelreihe „Grünlandbücherei“ H. 1.
- Die neuzeitliche Grünlandwirtschaft als Stützpfeiler für den deutschen Wirtschaftshof. Verlag Ed. Meyer Friedrichswerth (Thüringen) 1927 = Landwirtschaftliche Bücherei Bd. 23.
- Futterbau und Heuwerbung. Verlag Hubert & Co. Frauenfeld 1926 = Landwirtschaftliche Vorträge H. 6.
- Ludwig Niggl und Friedrich König: Die Dauerweide. Verlag Paul Parey Berlin 1934 = Anleitungen der Deutschen Gesellschaft für Züchtungskunde H. 29.
- Die Geschichte der deutschen Grünlandbewegung 1914–1945. Mit einem Beitrag von Wilhelm Zorn „Neue Ziele und Wege der Grünlandwirtschaft“. Ohne Ortsangabe [1953].